# Igeltjärnasjön
Igeltjärnasjön är en sjö i Igeltjärna i Avesta kommun i Dalarna och ingår i Dalälvens huvudavrinningsområde.